# 王子才 (1932年)
王子才（1932年6月23日—2023年12月13日），男，山东聊城人，中国自动控制、系统仿真专家，中国工程院院士。

## 生平
2001年，获选中国工程院信息与电子工程学部院士。